# Bhavna Limbachia
Bhavna Jayanty Limbachia (Preston, 21 april 1984) is een Engelse actrice.

## Biografie
Limbachia is een kind van een in India geboren moeder en een in Kenia geboren vader van Indiase origine. Zij zijn hindoe. Aan de Universiteit van Leeds studeerde Limbachia kostuumontwerp. Voordat ze startte met acteren, had Limachia haar eigen bedrijf in kleding en accessoires. Ook werkte ze op kostuumdepartementen van diverse filmsets. Haar eerste rol kreeg ze in het theaterstuk Rafta Rafta, nadat ze een cursus deed aan de toneelschool van Manchester. In 2012 debuteerde Limbachia op tv, in de BBC-komedie Citizen Khan. Limbachia is meermaals genomineerd voor een British Soap Award, voor haar rol in Coronation Street. Ze trouwde in 2018.

## Filmografie (selectie)
| Jaar      | Titel                                    | Rol                    | Type productie | Opmerkingen      |
| --------- | ---------------------------------------- | ---------------------- | -------------- | ---------------- |
| 2012-2016 | Citizen Khan                             | Alia Khan              | Televisieserie | 34 afleveringen  |
| 2013      | Doctors                                  | Anita Achari           | Televisieserie | 1 aflevering     |
| 2014      | Casualty                                 | Suraya Afzal           | Televisieserie | 1 aflevering     |
| 2015      | Cuffs                                    | PC Misha Baig          | Televisieserie | 10 afleveringen  |
| 2016-2019 | Coronation Street                        | Rana Habeeb/Rana Nazir | Televisieserie | 241 afleveringen |
| 2021      | Inside No. 9                             | Jo                     | Televisieserie | 1 aflevering     |
| 2021      | Miss Willoughby and the Haunted Bookshop | Dr. Gaya Shirani       | Film           |                  |
| 2022-2024 | Brassic                                  | Meena                  | Televisieserie | 13 afleveringen  |
| 2022-2024 | Ridley                                   | Geri Farman            | Televisieserie | 10 afleveringen  |
| 2025      | Death in Paradise                        | Chaz Simons            | Televisieserie | 1 aflevering     |